# Relapse (album của Eminem)
Relapse là album phòng thu thứ sáu của rapper người Mỹ Eminem, phát hành ngày 15 tháng 5 năm 2009 bởi Aftermath Entertainment, Shady Records và Interscope Records. Đây cũng là album phòng thu đầu tiên của Eminem sau nhiều năm tạm ngưng hoạt động kể từ khi ra mắt album trước Encore (2004), chủ yếu do bí ý tưởng sáng tác và nghiện thuốc ngủ theo toa. Hầu hết những bài hát từ đĩa nhạc được đồng sản xuất bởi nam rapper và cộng tác viên quen thuộc của anh Dr. Dre, bên cạnh sự tham gia đóng góp từ Doc Ish, Dawaun Parker, Jeff Bass, Trevor Lawrence, Jr. và Mark Batson. Đây là một album chủ đề kết hợp với phong cách âm nhạc horrorcore và hip hop, trong đó nội dung ca từ đề cập đến những chủ đề về nỗi kinh hoàng, cai nghiện ma túy và tái nghiện. Relapse còn đánh dấu sự trở lại của Eminem với bản ngã Slim Shady, đồng thời nam rapper tuyên bố rằng chủ đề của album gợi nhớ đến hai đĩa nhạc mang tính bước ngoặt của anh The Slim Shady LP (1999) và The Marshall Mathers LP (2000). Ngoài ra, album cũng có sự tham gia góp giọng của Dr. Dre, 50 Cent, Dominic West, Elizabeth Keener, Paul Rosenberg, Angela Yee và Steve Berman.
Trong quá trình thu âm, một số bài hát dự định cho Relapse bị rò rỉ trực tuyến nhưng tiến hình thực hiện album gần như vẫn được giữ bí mật, ngay cả hãng đĩa chỉ tiếp nhận phiên bản cuối cùng trước khi xuất xưởng gần một tháng để ngăn chặn tình trạng sao chép lậu. Sau khi phát hành, đĩa nhạc nhận được những phản ứng trái chiều từ giới phê bình, trong đó họ đánh giá cao quá trình sản xuất nhưng vấp phải nhiều quan điểm chỉ trích đối với khâu sáng tác và việc sử dụng quá nhiều âm giọng xuyên suốt tác phẩm. Tuy nhiên, Relapse vẫn đạt được những thành tích vượt trội về mặt thương mại khi thống trị các bảng xếp hạng tại hơn 13 quốc gia, như Úc, Canada, Đan Mạch, Pháp, Ireland, Nhật Bản, New Zealand, Na Uy, Ba Lan và Vương quốc Anh, đồng thời xuất hiện trong top 10 ở hầu hết những quốc gia còn lại, bao gồm vươn đến top 5 ở nhiều thị trường lớn như Áo, Bỉ, Hà Lan, Đức, Ý, Tây Ban Nha, Thụy Điển và Thụy Sĩ. Đĩa nhạc ra mắt ở vị trí số một trên bảng xếp hạng Billboard 200 với 608,000 bản, đánh dấu album quán quân thứ năm của Eminem tại Hoa Kỳ và được chứng nhận bốn đĩa Bạch kim bởi Hiệp hội Công nghiệp Ghi âm Hoa Kỳ (RIAA).
Năm đĩa đơn đã được phát hành từ Relapse. "Crack a Bottle" được chọn làm đĩa đơn mở đường và lọt vào top 10 tại nhiều quốc gia và lãnh thổ, đồng thời đạt vị trí số một trên bảng xếp hạng Billboard Hot 100 tại Hoa Kỳ và chiến thắng một giải Grammy ở hạng mục Trình diễn rap xuất sắc nhất của bộ đôi hoặc nhóm nhạc. Những đĩa đơn tiếp theo "We Made You" và "Beautiful" cũng tiếp nối những thành tích tương tự, trong đó đĩa đơn sau nhận được đề cử giải Grammy ở hạng mục Trình diễn solo rap nam xuất sắc nhất. Hai đĩa đơn còn lại "3 a.m." và "Old Time's Sake" chỉ đạt được một số thành công hạn chế. Để quảng bá album, Eminem trình diễn trên một số chương trình truyền hình và lễ trao giải lớn, như Jimmy Kimmel Live!, giải Điện ảnh của MTV năm 2009 và giải thưởng Âm nhạc Mỹ năm 2009. Trong những năm tiếp theo, đĩa nhạc đã gặt hái nhiều giải thưởng và đề cử tại những lễ trao giải lớn, như chiến thắng giải Grammy ở hạng mục Album rap xuất sắc nhất tại lễ trao giải thường niên lần thứ 52. Relapse được tái bản lại vào cuối năm 2009 với phiên bản Relapse: Refill, bao gồm một đĩa kèm theo với năm bản nhạc mới và hai đĩa đơn "Forever" cũng như "Taking My Ball".

## Danh sách bài hát
| Relapse – Phiên bản tiêu chuẩn | Relapse – Phiên bản tiêu chuẩn                                                    | Relapse – Phiên bản tiêu chuẩn                                              | Relapse – Phiên bản tiêu chuẩn | Relapse – Phiên bản tiêu chuẩn |
| STT                            | Nhan đề                                                                           | Sáng tác                                                                    | Sản xuất                       | Thời lượng                     |
| ------------------------------ | --------------------------------------------------------------------------------- | --------------------------------------------------------------------------- | ------------------------------ | ------------------------------ |
| 1.                             | "Dr. West (Skit)" (thể hiện bởi Dominic West và Marshall Mathers)                 | Marshall Mathers Paul Rosenberg                                             | Dr. Dre Eminem                 | 1:29                           |
| 2.                             | "3 a.m."                                                                          | Mathers Andre Young Mark Batson Dawaun Parker Trevor Lawrence Mike Elizondo | Dr. Dre                        | 5:19                           |
| 3.                             | "My Mom"                                                                          | Mathers Young Batson Parker Lawrence                                        | Dr. Dre                        | 5:19                           |
| 4.                             | "Insane"                                                                          | Mathers Young Batson Parker Lawrence Elizondo                               | Dr. Dre                        | 3:01                           |
| 5.                             | "Bagpipes from Baghdad"                                                           | Mathers Young Batson Parker Lawrence Elizondo Sean Cruse                    | Dr. Dre Trevor Lawrence, Jr.   | 4:43                           |
| 6.                             | "Hello"                                                                           | Mathers Young Batson Parker Lawrence                                        | Dr. Dre Mark Batson            | 4:08                           |
| 7.                             | "Tonya (Skit)" (thể hiện bởi Elizabeth Keener)                                    | Mathers Rosenberg                                                           | Dr. Dre Eminem                 | 0:42                           |
| 8.                             | "Same Song và Dance"                                                              | Mathers Young Batson Parker Lawrence Elizondo                               | Dr. Dre Dawaun Parker          | 4:06                           |
| 9.                             | "We Made You"                                                                     | Mathers Young Batson Parker Lawrence Walter Egan                            | Dr. Dre Eminem Doc Ish [a]     | 4:29                           |
| 10.                            | "Medicine Ball"                                                                   | Mathers Young Batson Parker Lawrence                                        | Dr. Dre Mark Batson            | 3:57                           |
| 11.                            | "Paul (Skit)" (thể hiện bởi Paul Rosenberg)                                       | Mathers Rosenberg                                                           | Eminem Bass Luis Resto [a]     | 0:19                           |
| 12.                            | "Stay Wide Awake"                                                                 | Mathers Young Batson Parker Lawrence Elizondo                               | Dr. Dre                        | 5:19                           |
| 13.                            | "Old Time's Sake" (hợp tác với Dr. Dre)                                           | Mathers Young Batson Parker Lawrence                                        | Dr. Dre Mark Batson            | 4:38                           |
| 14.                            | "Must Be the Ganja"                                                               | Mathers Young Batson Parker Lawrence                                        | Dr. Dre Mark Batson            | 4:02                           |
| 15.                            | "Mr. Mathers (Skit)"                                                              | Mathers Rosenberg                                                           | Dr. Dre Eminem                 | 0:42                           |
| 16.                            | "Déjà Vu"                                                                         | Mathers Young Batson Parker Lawrence Cruse                                  | Dr. Dre                        | 4:43                           |
| 17.                            | "Beautiful"                                                                       | Mathers Luis Resto Jeffrey Bass Don Black Andy Hill                         | Eminem Jeff Bass               | 6:32                           |
| 18.                            | "Crack a Bottle" (với Dr. Dre và 50 Cent)                                         | Mathers Young Curtis Jackson Batson Parker Lawrence Jean Renard             | Dr. Dre                        | 4:57                           |
| 19.                            | "Steve Berman (Skit)" (thể hiện bởi Angela Yee, Marshall Mathers và Steve Berman) | Mathers Rosenberg                                                           | Eminem Resto [a]               | 1:29                           |
| 20.                            | "Underground"                                                                     | Mathers Young Batson Parker Lawrence                                        | Dr. Dre Curtis "Sauce" Wilson  | 6:11                           |
| Tổng thời lượng:               | Tổng thời lượng:                                                                  | Tổng thời lượng:                                                            | Tổng thời lượng:               | 76:05                          |

| Relapse – Phiên bản cao cấp | Relapse – Phiên bản cao cấp | Relapse – Phiên bản cao cấp      | Relapse – Phiên bản cao cấp | Relapse – Phiên bản cao cấp |
| STT                         | Nhan đề                     | Sáng tác                         | Sản xuất                    | Thời lượng                  |
| --------------------------- | --------------------------- | -------------------------------- | --------------------------- | --------------------------- |
| 21.                         | "My Darling"                | Mathers Young Resto Mike Strange | Eminem                      | 5:20                        |
| 22.                         | "Careful What You Wish For" | Mathers Resto Steve King         | Eminem                      | 3:47                        |
| Tổng thời lượng:            | Tổng thời lượng:            | Tổng thời lượng:                 | Tổng thời lượng:            | 85:12                       |

| Relapse – Phiên bản cao cấp trên iTunes (bản nhạc bổ sung) | Relapse – Phiên bản cao cấp trên iTunes (bản nhạc bổ sung)      | Relapse – Phiên bản cao cấp trên iTunes (bản nhạc bổ sung)               | Relapse – Phiên bản cao cấp trên iTunes (bản nhạc bổ sung) | Relapse – Phiên bản cao cấp trên iTunes (bản nhạc bổ sung) |
| STT                                                        | Nhan đề                                                         | Sáng tác                                                                 | Sản xuất                                                   | Thời lượng                                                 |
| ---------------------------------------------------------- | --------------------------------------------------------------- | ------------------------------------------------------------------------ | ---------------------------------------------------------- | ---------------------------------------------------------- |
| 21.                                                        | "My Darling"                                                    | Marshall Mathers Andre Young Luis Resto Mike Strange                     | Eminem                                                     | 5:20                                                       |
| 22.                                                        | "Careful What You Wish For"                                     | Mathers Resto Steve King                                                 | Eminem                                                     | 3:47                                                       |
| 23.                                                        | "We Made You" (bản đĩa đơn)                                     | Mathers Young Mark Batson Dawaun Parker Trevor Lawrence, Jr. Walter Egan | Dr. Dre Eminem Doc Ish [a]                                 | 4:46                                                       |
| 24.                                                        | "Crack a Bottle" (bản đĩa đơn) (hợp tác với Dr. Dre và 50 Cent) | Mathers Curtis Jackson Young Batson Parker Lawrence Jean Renard          | Dr. Dre                                                    | 5:15                                                       |
| 25.                                                        | "3 a.m." (video ca nhạc)                                        |                                                                          |                                                            | 5:31                                                       |
| 26.                                                        | "We Made You" (video ca nhạc)                                   |                                                                          |                                                            | 4:53                                                       |
| Tổng thời lượng:                                           | Tổng thời lượng:                                                | Tổng thời lượng:                                                         | Tổng thời lượng:                                           | 105:48                                                     |

Ghi chú
- ^[a]  nghĩa là sản xuất bổ sung
- Trong phiên bản sạch của album, "Must Be The Ganja" được viết thành "Must Be The".

## Relapse: Refill
| Relapse: Refill – Phiên bản tiêu chuẩn | Relapse: Refill – Phiên bản tiêu chuẩn         | Relapse: Refill – Phiên bản tiêu chuẩn                             | Relapse: Refill – Phiên bản tiêu chuẩn | Relapse: Refill – Phiên bản tiêu chuẩn |
| STT                                    | Nhan đề                                        | Sáng tác                                                           | Sản xuất                               | Thời lượng                             |
| -------------------------------------- | ---------------------------------------------- | ------------------------------------------------------------------ | -------------------------------------- | -------------------------------------- |
| 1.                                     | "Forever" (với Drake, Kanye West và Lil Wayne) | Mathers Aubrey Graham Kanye West Dwayne Carter Matthew Samuels     | Boi-1da                                | 5:58                                   |
| 2.                                     | "Hell Breaks Loose" (hợp tác với Dr. Dre)      | Mathers Andre Young Mark Batson Dawaun Parker Trevor Lawrence, Jr. | Dr. Dre Mark Batson                    | 4:04                                   |
| 3.                                     | "Buffalo Bill"                                 | Mathers Young Batson Parker Lawrence Mike Elizondo                 | Dr. Dre Batson                         | 3:52                                   |
| 4.                                     | "Elevator"                                     | Mathers Luis Resto                                                 | Eminem Luis Resto [a]                  | 4:52                                   |
| 5.                                     | "Taking My Ball"                               | Mathers Young Batson Parker Lawrence                               | Dr. Dre                                | 5:01                                   |
| 6.                                     | "Music Box"                                    | Mathers Young Batson Parker Lawrence                               | Dr. Dre Dawaun Parker                  | 5:05                                   |
| 7.                                     | "Drop the Bomb on 'Em"                         | Mathers Young Batson Parker Lawrence                               | Dr. Dre                                | 4:48                                   |
| Tổng thời lượng:                       | Tổng thời lượng:                               | Tổng thời lượng:                                                   | Tổng thời lượng:                       | 33:40                                  |

Ghi chú
- ^[a]  nghĩa là sản xuất bổ sung

## Xếp hạng
| Bảng xếp hạng (2009)                     | Vị trí cao nhất |
| ---------------------------------------- | --------------- |
| Album Úc (ARIA)                          | 1               |
| Album Áo (Ö3 Austria)                    | 2               |
| Album Bỉ (Ultratop Vlaanderen)           | 1               |
| Album Bỉ (Ultratop Wallonie)             | 4               |
| Album Canada (Billboard)                 | 1               |
| Album Đan Mạch (Hitlisten)               | 1               |
| Album Hà Lan (Album Top 100)             | 3               |
| Album Châu Âu (Billboard)                | 2               |
| Album Phần Lan (Suomen virallinen lista) | 5               |
| Album Pháp (SNEP)                        | 1               |
| Album Đức (Offizielle Top 100)           | 2               |
| Album Hy Lạp (IFPI)                      | 13              |
| Album Hungaria (MAHASZ)                  | 14              |
| Album Ireland (IRMA)                     | 1               |
| Album Ý (FIMI)                           | 4               |
| Album Nhật Bản (Oricon)                  | 1               |
| Album Mexico (Top 100 Mexico)            | 24              |
| Album New Zealand (RMNZ)                 | 1               |
| Album Na Uy (VG-lista)                   | 1               |
| Album Ba Lan (ZPAV)                      | 1               |
| Album Nam Phi (RISA)                     | 10              |
| Album Tây Ban Nha (PROMUSICAE)           | 5               |
| Album Thụy Điển (Sverigetopplistan)      | 3               |
| Album Thụy Sĩ (Schweizer Hitparade)      | 2               |
| Album Anh Quốc (OCC)                     | 1               |
| Album Anh Quốc R&B (OCC)                 | 1               |
| Album Hoa Kỳ Billboard 200               | 1               |
| Album Hoa Kỳ Top R&B/Hip-Hop (Billboard) | 1               |

| Bảng xếp hạng (2009)                                 | Vị trí |
| ---------------------------------------------------- | ------ |
| Album Úc (ARIA)                                      | 17     |
| Album Úc Urban (ARIA)                                | 4      |
| Album Áo (Ö3 Austria)                                | 50     |
| Album Bỉ (Ultratop Flanders)                         | 43     |
| Album Bỉ Alternative (Ultratop Flanders)             | 22     |
| Album Canada (Billboard)                             | 9      |
| Album Đan Mạch (Hitlisten)                           | 63     |
| Album Hà Lan (MegaCharts)                            | 72     |
| Album Châu Âu (Billboard)                            | 38     |
| Album Pháp (SNEP)                                    | 73     |
| Album Đức (Offizielle Top 100)                       | 61     |
| Album Nhật Bản (Oricon)                              | 70     |
| Album New Zealand (RMNZ)                             | 17     |
| Album Ba Lan (ZPAV)                                  | 96     |
| Album Thụy Điển (Sverigetopplistan) (Relapse Refill) | 79     |
| Album Thụy Sĩ (Schweizer Hitparade)                  | 27     |
| Album Anh Quốc (OCC)                                 | 30     |
| Hoa Kỳ Billboard 200                                 | 9      |
| Hoa Kỳ Top R&B/Hip-Hop Albums (Billboard)            | 7      |
| Bảng xếp hạng (2010)                                 | Vị trí |
| Album Úc Urban (ARIA)                                | 25     |
| Hoa Kỳ Billboard 200                                 | 43     |
| Hoa Kỳ Top R&B/Hip-Hop Albums (Billboard)            | 11     |

| Bảng xếp hạng                             | Vị trí |
| ----------------------------------------- | ------ |
| Hoa Kỳ Top R&B/Hip-Hop Albums (Billboard) | 93     |

## Chứng nhận
| Quốc gia | Chứng nhận  | Số đơn vị/doanh số chứng nhận |
| --- | ----------- | ----------------------------- |
| Úc (ARIA) | 2× Bạch kim | 140.000‡                      |
| Áo (IFPI Áo) | Vàng        | 10.000*                       |
| Bỉ (BEA) | Vàng        | 15.000*                       |
| Đan Mạch (IFPI Đan Mạch) | Vàng        | 10.000‡                       |
| Pháp (SNEP) | Vàng        | 50.000*                       |
| GCC (IFPI Trung Đông) | Vàng        | 3.000*                        |
| Đức (BVMI) | Vàng        | 150.000^                      |
| Ireland (IRMA) | 2× Bạch kim | 30.000^                       |
| Ý (FIMI) | Vàng        | 30.000*                       |
| Nhật Bản (RIAJ) | Vàng        | 100.000^                      |
| New Zealand (RMNZ) | Bạch kim    | 15.000^                       |
| Nga (NFPF) | Vàng        | 10.000*                       |
| Nam Phi (RISA) | Vàng        | 20.000*                       |
| Thụy Sĩ (IFPI) | Bạch kim    | 30.000^                       |
| Anh Quốc (BPI) | 2× Bạch kim | 588,000                       |
| Hoa Kỳ (RIAA) | 4× Bạch kim | 4.000.000‡                    |
| * Chứng nhận dựa theo doanh số tiêu thụ. ^ Chứng nhận dựa theo doanh số nhập hàng. ‡ Chứng nhận dựa theo doanh số tiêu thụ và phát trực tuyến. |             |                               |